# Croton magdalenensis
Espèce
Classification APG III (2009)
Croton magdalenensis est une espèce de plantes à fleurs du genre Croton et de la famille Euphorbiaceae présente de la Colombie à l'Équateur.

## Répartition et habitat
De la Colombie à l'Équateur.

## Taxonomie
Cette espèce a pour synonymes :
- Croton magdalenensis var. glabratus, Müll.Arg., 1864
- Croton magdalenensis var. leucoxanthus, Müll.Arg., 1864
- Oxydectes magdalenensis, (Müll.Arg.) Kuntze